# ایراکامام
ایراکامام (به لاتین: Irakkamam) یک منطقهٔ مسکونی در سری‌لانکا است که در ناحیه امپرا واقع شده‌است. ایراکامام ۱۴٬۳۷۳ نفر جمعیت دارد.